# Francesco Cherubin
Francesco Cherubin (Venezia, 13 settembre 1838 – Feltre, 2 luglio 1910) è stato un vescovo cattolico italiano.

## Biografia
Nato a Venezia il 13 settembre 1838, fu ordinato sacerdote il 23 settembre 1865.
Già arciprete e preside del capitolo della basilica cattedrale di San Marco di Venezia, nel 1899 fu nominato vescovo di Feltre e Belluno; ricevette l'ordinazione episcopale nella basilica cattedrale di San Marco di Venezia il 20 agosto dello stesso anno per l'imposizione delle mani del cardinale patriarca di Venezia Giuseppe Melchiorre Sarto.
Morì in vescovado a Feltre il 2 luglio 1910; il rito esequiale si tenne il 5 luglio nella cattedrale di Feltre.
Riposa nella cattedrale di Belluno.

## Genealogia episcopale
La genealogia episcopale è:
- Cardinale Scipione Rebiba
- Cardinale Giulio Antonio Santori
- Cardinale Girolamo Bernerio, O.P.
- Arcivescovo Galeazzo Sanvitale
- Cardinale Ludovico Ludovisi
- Cardinale Luigi Caetani
- Cardinale Ulderico Carpegna
- Cardinale Paluzzo Paluzzi Altieri degli Albertoni
- Papa Benedetto XIII
- Papa Benedetto XIV
- Papa Clemente XIII
- Cardinale Marcantonio Colonna
- Cardinale Giacinto Sigismondo Gerdil, B.
- Cardinale Giulio Maria della Somaglia
- Cardinale Carlo Odescalchi, S.I.
- Cardinale Costantino Patrizi Naro
- Cardinale Lucido Maria Parocchi
- Papa Pio X
- Vescovo Francesco Cherubin